# Canal entre Champagne et Bourgogne

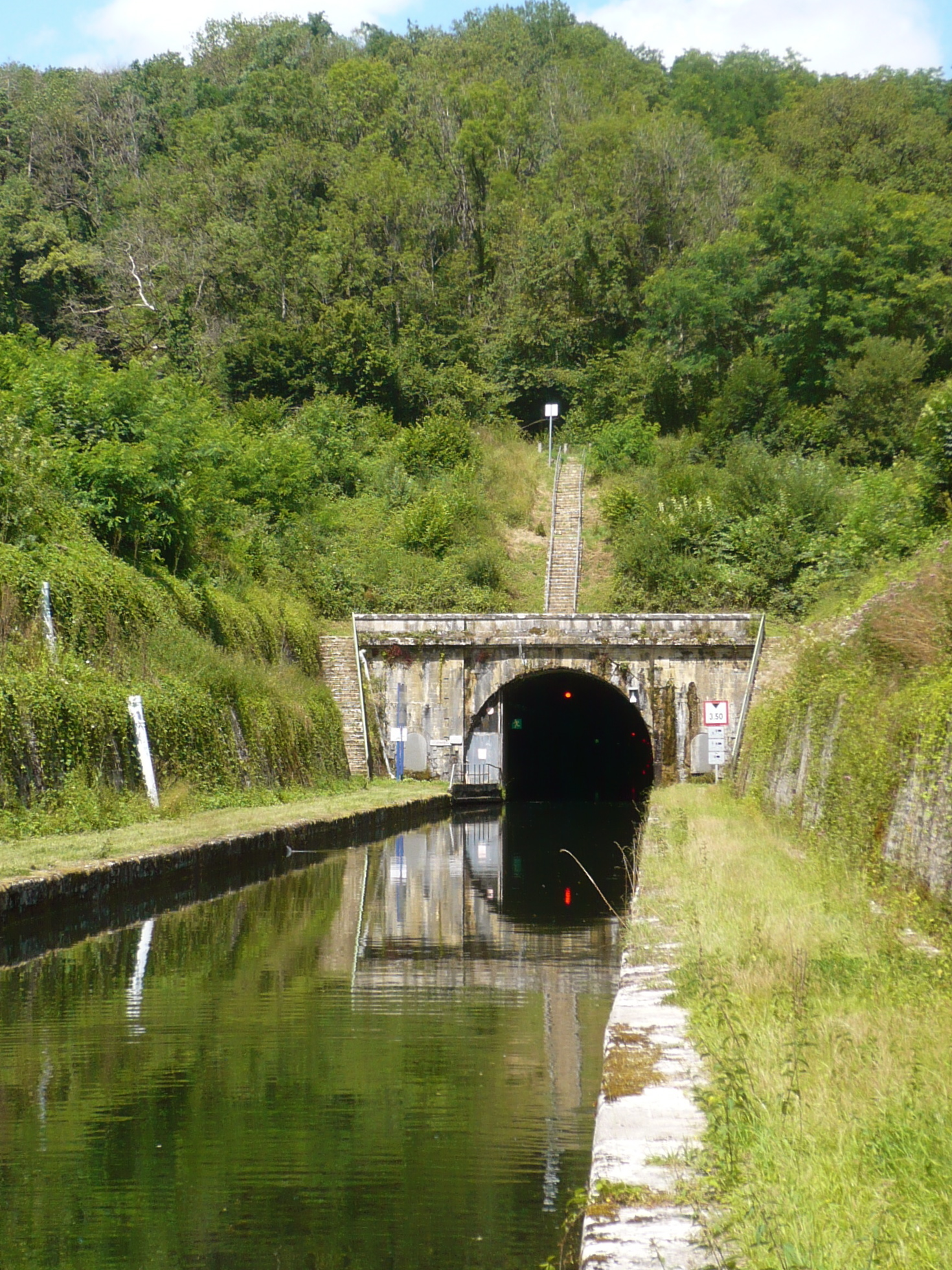
Südportal des Tunnel de Balesmes bei Heuilley-Cotton

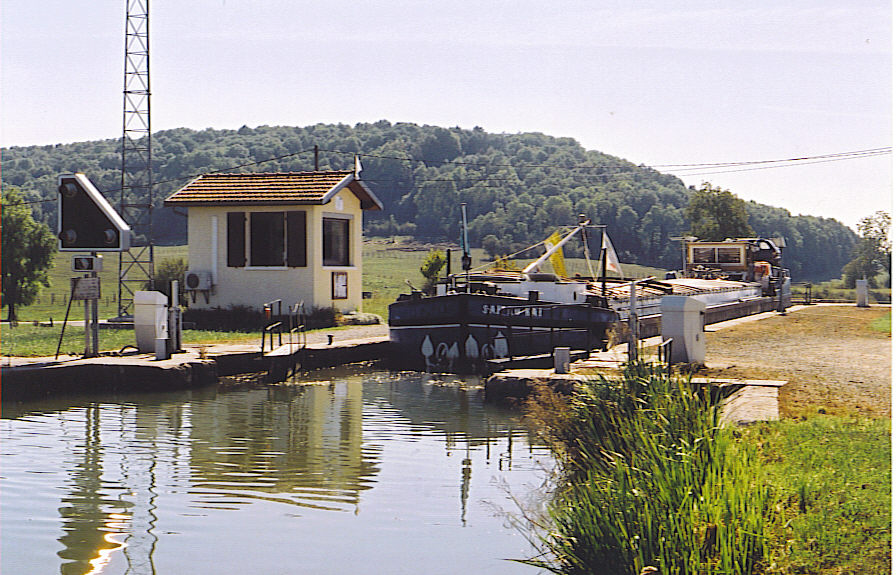
Schleuse am Abstieg zur Saône bei Heuilley-Cotton

Der Canal entre Champagne et Bourgogne (deutsch Kanal zwischen Champagne und Burgund) ist ein französischer Schifffahrtskanal, der durch die Regionen Grand Est und Bourgogne-Franche-Comté verläuft. Früher wurde der Kanal als Canal de la Marne à la Saône (deutsch: Marne-Saône-Kanal) bezeichnet.

## Geographie
Mit seiner Länge von 228 Kilometern verbindet er die Täler der Flüsse Marne und Saône und ist Teil eines Binnenwasserweges, der Nordwestfrankreich und Belgien mit dem Mittelmeer verbindet. Diese Strecke setzt sich aus folgenden Wasserwegen zusammen:
- Canal du Nord
- Canal latéral à l’Oise
- Canal de l’Oise à l’Aisne
- Canal latéral à l’Aisne
- Canal latéral à la Marne
- Canal de l’Aisne à la Marne
- Canal entre Champagne et Bourgogne
- Saône – als kanalisierter Fluss
- Rhone – als kanalisierter Fluss

## Verlauf und technische Infrastruktur
Der Kanal ist ein Wasserscheidenkanal und beginnt bei Vitry-le-François, wo er Anschluss an den Canal de la Marne au Rhin (deutsch: Rhein-Marne-Kanal) und den Canal latéral à la Marne (deutsch: Marne-Seitenkanal) hat. Er verläuft generell in südsüdöstlicher Richtung. Seine zehn Kilometer lange Scheitelhaltung auf dem Plateau von Langres überwindet auch die europäische Hauptwasserscheide. In der Scheitelhaltung liegt zwischen Balesmes-sur-Marne und Heuilley-Cotton der 4.820 m lange Schiffstunnel Tunnel de Balesmes, der im Einbahnverkehr durchfahren wird. Im Gegensatz zu anderen französischen Kanaltunneln ist er beleuchtet. Ein weiterer, 300 m langer Tunnel liegt bei Condes, etwas nördlich von Chaumont. Dieser Tunnel ist der einzige im französischen Wasserstraßennetz, der aufgrund seiner Breite von 18 m in beiden Richtungen befahren werden kann. Bei Heuilley-sur-Saône mündet der Kanal in die dort kanalisierte Saône.
Der Höhenunterschied zum Marne-Tal beträgt 240 m und wird von 71 Schleusen überwunden, jener zum Saône-Tal beträgt 150 m und erfordert 43 Schleusen. Der Kanal hat Freycinet-Abmessungen (Schleusenabmessungen: 38,5 m Länge und 5,20 m Breite; Der maximale Tiefgang beträgt 1,80 m). Er wird von vier Speicherseen gespeist: Lac de Charmes, Lac de la Liez (östlich bzw. nordöstlich von Langres), Lac de Perrancey (auch Réservoir de la Mouche, westlich von Langres) und Lac de Villegusien (auch Lac de la Vingeanne, bei Longeau, südlich von Langres).

### Koordinaten
- Ausgangspunkt des Kanals: 48° 43′ 47″ N, 4° 36′ 24″ OKoordinaten: 48° 43′ 47″ N, 4° 36′ 24″ O
- Endpunkt des Kanals: 47° 19′ 51″ N, 5° 27′ 54″ O

### Durchquerte Départements
- Marne
- Haute-Marne
- Côte-d’Or

Östlich von Saint-Dizier führt der Kanal auf einer Länge von drei Kilometern durch das Département Meuse, bei seinem Abstieg zur Saône berührt er auch marginal das Département Haute-Saône.

### Orte am Kanal
- Vitry-le-François
- Saint-Dizier
- Joinville
- Chaumont
- Langres
- Heuilley-sur-Saône

## Geschichte
Der nördliche Abschnitt wurde unter dem Namen Canal de la Haute-Marne bereits 1862 in Betrieb genommen. In seiner heutigen Form wurde der Kanal erst 1907 fertiggestellt.

## Wirtschaftliche Bedeutung
Die Frachtschifffahrt hat nach und nach ihre Bedeutung verloren, der Wassertourismus mit Sport- und Hausbooten ist im Aufbau begriffen. Ebenfalls von touristischer Bedeutung ist der Treidelpfad, der als Teil des französischen Radwegenetzes ausgebaut wurde.